# Евклидово пространство
В математиката евклидово пространство е вид линейно пространство, в което могат да се дефинират понятията дължина на вектор и големина на ъгъл между два вектора.
Тримерното пространство, в което живеем, е Евклидово пространство, по-точно тримерно евклидово пространство, и се изучава от стереометрията. Всяка равнина представлява двумерно евклидово пространство и се изучава от планиметрията. По-общо за всяка размерност n може да се дефинира n-мерно евклидово пространство, което представлява обобщение на двумерния и тримерния случай. В евклидовите пространства са изпълнени всички аксиоми на Евклид, тоест те са модел за евклидова геометрия. До 19 век геометрията се занимава изключително с изучаването на тези пространства. През 19 век се открива съществуването на модели на неевклидова геометрия.

## Формална дефиниция
Нека V е линейно пространство над полето на реалните числа. Нека е зададено изображение „<, >“, което на всеки два вектора v и w съпоставя реално число, означено с <v,w>. Ще казваме, че V е евклидово пространство, а изображението – скаларно произведение, ако са изпълнени следните свойства:
1. <v,w> = <w,v>
2. <u+v,w> = <u,w> + <v,w>
3. <λv,w> = λ<v,w>
4. <v,v> > 0, при v ≠ 0 и <v,v> = 0, само ако v = 0

където u, v, w ∈ V, а λ е произволно реално число.

## Мотивация. Норма и ъгъл
Причината за въвеждането на евклидовите пространства е, че в обикновено линейно пространство не е възможно еднозначно да се дефинират понятията дължина и ъгъл, така че да имат познатите свойства от двумерното и тримерното пространство. Евклидовите пространства ни позволяват да дефинираме тези понятия за произволно голяма размерност.
В равнината скаларното произведение на векторите v и w се дефинира чрез формулата:
{\displaystyle \langle v,w\rangle =\|v\|\|w\|\cos {\alpha },}
където чрез {\displaystyle \|v\|} се отбелязва дължината на вектора v, наричана още норма, а α е ъгъла между двата вектора. По горната дефиниция множеството на векторите в равнината заедно с това скаларно произведение е евклидово пространство. От формулата могат лесно да се изведат следните зависимости:
1. {\displaystyle \|v\|={\sqrt {\langle v,v\rangle }}} и
2. {\displaystyle cos\alpha ={\frac {\langle v,w\rangle }{\sqrt {\langle v,v\rangle \langle w,w\rangle }}}}, ако {\displaystyle v\neq 0} и {\displaystyle w\neq 0}.

Десните части на горните две формули могат да се пресмятат не само в равнината, но и във всяко евклидово пространство. Това позволява да се дефинират понятията норма на вектор чрез формула 1. и ъгъл между два вектора като аркускосинуса на стойността, която се получава по формула 2. С така въведената норма евклидовото пространство става нормирано.
Тъй като за всяко линейно пространство скаларно произведение може да се дефинира по различни начини, то и дължината на векторите може да бъде различна. Всъщност за всеки фиксиран вектор може да се избере скаларно произведение така, че нормата му да е произволно положително число.